# БОМЖ

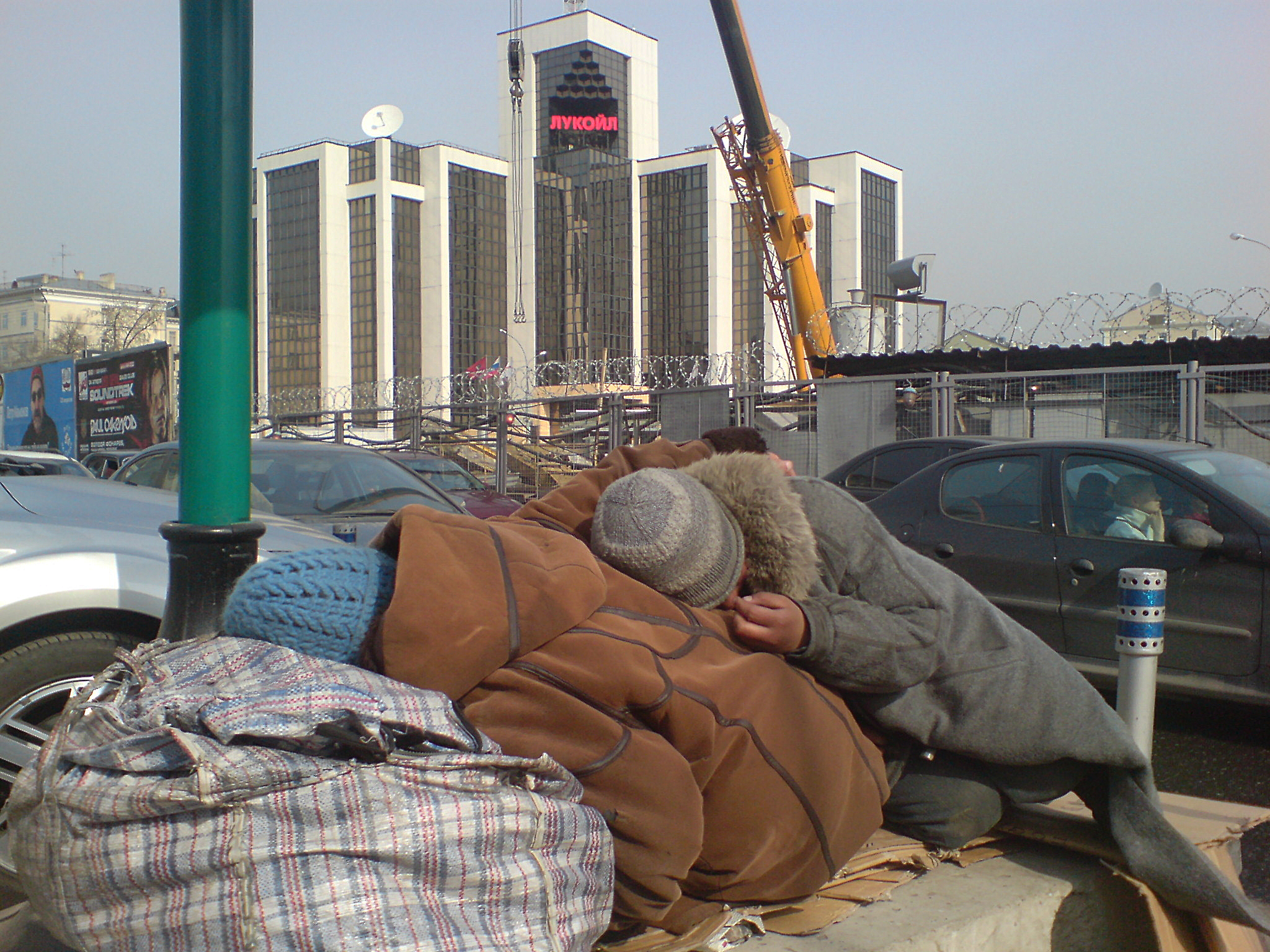
Так звані «бомжі» на вулиці у Москві

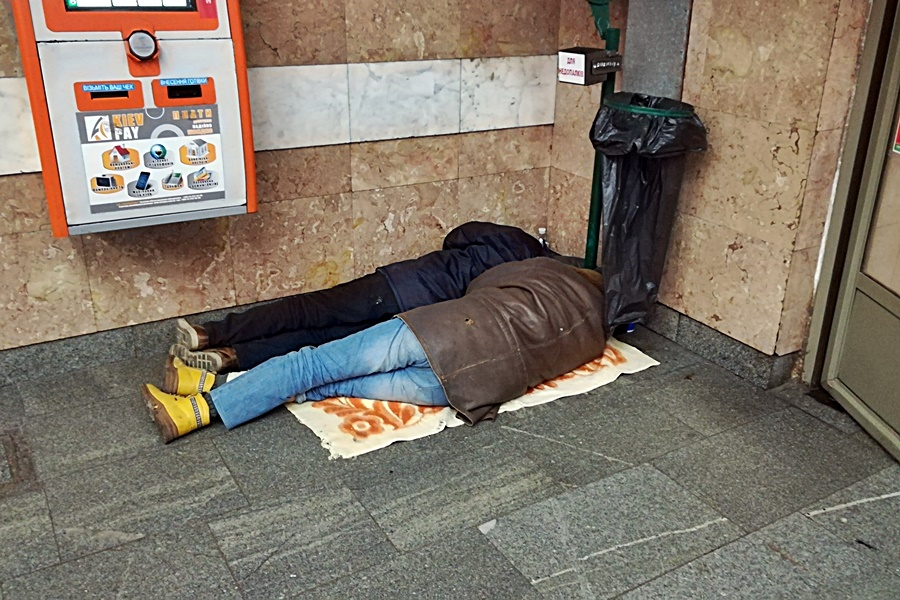
Безпритульні на станції метро «Печерська» в Києві

БОМЖ (рос. Без Определённого Места Жительства; укр. Без певного місця проживання) — термін радянської фразеології, російськомовна абревіатура, яку було створено в 1970-ті роки в СРСР для позначення безпритульних людей та волоцюг. Абревіатуру використовували в офіційних документах радянської міліції. «Невизначеним» місце проживання вважалося у разі, якщо та чи інша особа не була прописана за місцем свого фактичного проживання, а також, у деяких випадках, коли людина жила по випадкових адресах.

## Сучасність
З часом абревіатура БОМЖ стала загальною назвою; зникла з офіційних документів. Також, увійшла до українського жаргону, ставши синонімом до слова волоцюга. Відповідно, як і в російській мові так і у суржику виникли похідні дієслова — бомжувати (вести безпритульний стиль життя), бомжацький, бомженя, бомжиха та ін. які почали урізноманітнювати вжиток абревіатури. Особливої популярності слово набуло в російській мові. Поширенню його сприяло погіршення економічного становища у 1990-х роках, що, у свою чергу, спричинило масову появу безпритульних.